# Живая цепь
Живая цепь — большое количество людей, находящихся недалеко друг от друг на равных расстояниях. Люди могут стоять вообще вплотную, плечом к плечу, или даже держаться за руки. Группы людей образуют живую цепь для прочёсывания местности или для ограждения территории, но чаще построение живой цепью используется для привлечения внимания к каким-либо злободневным проблемам, что является формой демонстрации, способом протеста. В экзотических случаях живая цепь может использоваться для спасения людей: в 2007 году в Калифорнии 18-летняя девушка, гуляя по океанскому утёсу, поскользнулась и повисла над обрывом высотой 200 футов (61 метр). Прибывшие по вызову полицейские соорудили живую цепь и вытянули девушку.

## Крупнейшие живые цепи
В хронологическом порядке
| Дата             | Событие                                     | Место                                         | Количество участников                                                          | Цели | Фото                                                                                    | Примечания |
| ---------------- | ------------------------------------------- | --------------------------------------------- | ------------------------------------------------------------------------------ | --- | --------------------------------------------------------------------------------------- | --- |
| 1983             |                                             | Беркшир, Великобритания                       | 40 000—80 000                                                                  | Протест против размещения США своих ядерных ракет в Западной Германии                                     |                                                                                         | |
| 25 мая 1986      | Hands Across America                        | США                                           | 6 500 000                                                                      | Благотворительная акция по сбору средств в помощь голодающим                                              |                                                                                         | Длина цепи составила 6682 км, пройдя по территории 15 штатов                                                                              |
| 23 августа 1989  | Балтийский путь                             | Латвийская ССР, Литовская ССР, Эстонская ССР  | 2 000 000                                                                      | Независимость Латвии, Литвы и Эстонии                                                                     |                                                                                         | Длина цепи составила ок. 600 км. Акция повторялась с меньшим размахом ровно два года спустя                                               |
| 21 января 1990   | 71-я годовщина подписания «Акта Злуки»      | Львов — Киев, Украинская ССР                  | от 450 000 по данным милиции до 3 000 000 по заявлениям организаторов          | |                                                                                         | |
| 1997             | XII Всемирный день молодёжи                 | Париж, Франция                                | 400 000                                                                        | Мир во всём мире                                                                                          |                                                                                         | Молодёжь выстроилась в 36-километровое кольцо вокруг Парижа, лицом наружу                                                                 |
| 16 мая 1998      | Преддверие Юбилея-2000                      | Бирмингем, Великобритания                     | 70 000—100 000                                                                 | Обратить внимание G8, Всемирного банка и МВФ на бедность стран третьего мира, снизить их долг             |                                                                                         | Люди окружили центр города, в т. ч. Международный Конгресс-центр                                                                          |
| 8 сентября 1999  |                                             | Лиссабон, Португалия                          | более 300 000                                                                  | Протест против насилия Индонезии в Восточном Тиморе                                                       |                                                                                         | Люди выстроились в 20-километровую цепь от представительства ООН до посольств России, Китая, Великобритании, Франции и США                |
| 2000             | Латиноамериканский Юбилей-2000              | Германия                                      | более 50 000                                                                   | Призыв простить внешние долги развивающимся странам                                                       |                                                                                         | |
| 28 февраля 2004  | 228 Hand-in-Hand Rally                      | г. Цзилун — мыс Елуанби, Китайская Республика | более 1 000 000 по данным полиции, более 2 000 000 по заявлениям организаторов | 57-я годовщина «Инцидента 228»; протест против китайских ракет, нацеленных на Тайвань                     |                                                                                         | Длина цепи составила 500 км. |
| 25 июля 2004     |                                             | Гуш-Катиф — Стена плача Сектор Газа — Израиль | от 130 000 по данным полиции до 200 000 по заявлениям организаторов            | Протест против Плана одностороннего размежевания                                                          |                                                                                         | Длина цепи составила 90 км. |
| 28 мая 2005      | «Хоровод единения»                          | вокруг горы Арагац, Армения                   | 170 000                                                                        | Развлекательное мероприятие                                                                               |                                                                                         | Длина цепи составила 163 км. |
| 1 мая 2006       | Великий американский бойкот                 | Нью-Йорк, США                                 | 12 000                                                                         | Протест против закона англ. Border Protection, Anti-terrorism and Illegal Immigration Control Act of 2005 |                                                                                         | Участники — латиноамериканцы. В тот день 11,5 млн американцев не вышли на работу и не потратили ни единого доллара.                       |
| 25 февраля 2008  |                                             | Сектор Газа                                   | 20 000                                                                         | Протест против израильской блокады Сектора Газа. Длина цепи составила 40 км.                              | Жители сектора под руководством ХАМАСа при поддержке леворадикальных израильских групп. | Во время акции из сектора по территории Израиля были выпущены две ракеты; одна разорвалась на территории сектора, вторая — близ Ашкелона. |
| 1 сентября 2008  | «Остановите Россию»                         | Тбилиси, Грузия                               | 100 000                                                                        | Протест против военных действий России                                                                    |                                                                                         | |
| 24 октября 2008  | Протесты тамилской диаспоры                 | Ченнаи, Индия                                 | 100 000—150 000                                                                | Протест против гражданской войны на Шри-Ланке и насилия в отношении тамилов там                           |                                                                                         | Длина цепи составила более 60 км. |
| 12 декабря 2008  |                                             | Мумбаи, Индия                                 | 60 000                                                                         | Протест против террористических актов в городе 26—29 ноября                                               |                                                                                         | |
| 28 января 2009   | Протесты тамилской диаспоры в Канаде        | Торонто, Канада                               | 20 000                                                                         | Протест против гражданской войны на Шри-Ланке и насилия в отношении тамилов там                           |                                                                                         | |
| 8 июня 2009      | «Зелёная революция»                         | Тегеран, Иран                                 | 18 000—30 000                                                                  | Поддержка Мир-Хосейна Мусави                                                                              |                                                                                         | Длина цепи составила 20 км. |
| 2 октября 2009   |                                             | Керала, Индия                                 | более 4 000 000                                                                | Протесты против АСЕАН вообще и против соглашения о зоне свободной торговли АСЕАН—Индия в частности        |                                                                                         | Организаторы — коммунисты-марксисты Индии. Длина цепи составила 500 км.                                                                   |
| 3 февраля 2010   |                                             | Адилабад — Алампур, Индия                     | 5 000 000                                                                      | Выделение области Телангана в отдельный штат                                                              |                                                                                         | Длина цепи составила 500 км. |
| 12 марта 2011    | Авария на АЭС Фукусима-1                    | Баден-Вюртемберг, Германия                    | 60 000                                                                         | Прекращение работы АЭС в стране                                                                           |                                                                                         | Длина цепи составила 45 км. |
| 10 декабря 2012  | День прав человека                          | Бхубанешвар, Индия                            | более 20 000                                                                   | Привлечение внимания к проблеме прав человека в Индии                                                     |                                                                                         | Участники — дети и студенты — коренные индийцы. Длина цепи составила 25 км.                                                               |
| 11 сентября 2013 | Каталонский путь                            | Каталония( Испания)                           | 1 600 000                                                                      | Отделение Каталонии от Испании                                                                            |                                                                                         | Организатор — Национальная Ассамблея Каталонии. Длина цепи составила 480 км.                                                              |
| 25 января 2014   | Евромайдан                                  | Киев, Украина                                 | >700                                                                           | Протест против отказа подписания В. Януковичем «Соглашения об ассоциации с Евросоюзом»                    |                                                                                         | Лозунги: «Объединённые, мы за Украину», «Не надо больше крови»                                                                            |
| 8 июня 2014      | Живая цепь за самоопределение Страны Басков | Дуранго — Памплона, Страна Басков( Испания)   | ок. 150 000                                                                    | Право на самоопределение Страны Басков                                                                    |                                                                                         | Длина цепи составила 123 км. |
| 1 октября 2015   | Живая цепь за движение Мадхеш               | Непал                                         | > 1 500 000                                                                    | Недовольство политикой Непала                                                                             |                                                                                         | Длина цепи составила 1155 км. |